# Ferratum
Ferratum Group е компания за финансови услуги със седалище в Хелзинки, Финландия.
Ferratum Oyj и дъщерните дружества формират компанията Ferratum Group („Ferratum“ или „групата“). Дружеството предлага международни мобилни финансови услуги. Ferratum е основан през май 2005 г. Компанията се развива в предлагането на услуги в Европа, Северна Америка, Южна Америка и азиатско-тихоокеанския регион.
Компанията е сред основните лидери в сферата на онлайн кредитирането на потребители и на малкия бизнес. Към днешна дата има представители в Европа, Южна Америка и азиатско-тихоокеанския регион. Лицензът на ЕС за банкови операции позволява работа във всички държави от ЕС.

## История
Ferratum е основан през 2005 г. от Йорма Йокела, които е и изпълнителен директор на групата. Той е завършил счетоводство в Commercial College of Kuopio и Helsinki Business College. Той е основателя на Jokela Capital Oy в Хелзинки, където ръководи фирмата като изпълнителен директор между 1998 и 2000 г. Впоследствие продава Jokela Capital през 2004 г. През 2005 г. основава Ferratum, оттогава изпълнява длъжността главен изпълнителен директор.

## Управление
Директорският екип на Ferratum Group, ръководен от Йорма Йокела, се състои от енергичен, предприемачески тийм, който притежава широк кръг експертни умения от съответните индустрии.
Леа Лиигус е ръководител на „Правен отдел“ в групата и главен изпълнителен директор на Ferratum Bank, отделно банковото дружество на групата. Завършила е право в University of Tartu в Естония и магистърска програма по договорно и търговско право в University of Helsinki във Финландия. Преди да се присъедини към групата през 2006 г., тя работи като преподавател по Търговско право и Право на ЕС в Estonian Business School в Талин и като адвокат, специализиращ в търговското, финансовото и европейското право в Sorainen Law Offices в Естония.
Саку Тимонен е директор на отдел „Кредитиране“ и работи за групата от 2009 г. Завършил е маркетинг, финанси и икономика в Helsinki School of Economics и бизнес администрация между 1996 и 2001 г. От 2000 до 2006 г. е маркетинг мениджър, продуктов мениджър и специалист по връзки с обществеността в Sampo Bank. От 2006 до 2009 г. работи като продуктов мениджър на необезпечени продукти в GE Money Oy.
Д-р Клемънс Краузе е финансов директор на компанията и управляващ директор на Ferratum Capital Germany GmbH. Учи бизнес администрация в Westfälische Wilhelms-Universität. От 1989 до 1994 г. работи в Института по счетоводство в Мюнстер, докато завършва докторската си степен. През 1994 г. се присъединява към Bankgesellschaft Berlin AG, където работи като управител и директор на „Финансиране на проекти“. Преди да се присъедини към групата през 2012 г., е заемал ръководни позиции в Германия в Deutsche Bahn, E-Loan Europe, E * Trade Germany, GE Money Bank (General Electric) и Commerzbank.
Ари Тиуканен е ръководител на търговската и оперативна дейност на групата. Учи индустриално инженерство в Jyväskylä University of Applied Sciences и завършва бакалавърска си степен през 1986 г. Преди да се присъедини към групата през 2015 г., той е бил ръководител на строителния и индустриален бизнес в Metsa Wood от 2012 до 2015 г., главен изпълнителен директор на Icare Finland / Revenio Group от 2008 г. до 2012 г., търговски директор на групата Paloheimo от 2006 до 2008 г., ръководител на фирмената линия за строителни продукти Finnforest от 1999 до 2006 г., както и различни управленски позиции в Halton Group от 1992 до 1999 г.
Ferratum се листва на Франкфуртската фондова борса на 6 февруари 2015 г. Тя е първата fintech компания на борсата. При обявлението Ferratum продава акциите си на международни институционални инвеститори. Продажната цена на акциите е 17 евро, а пазарната стойност на компанията приблизително 370 милиона евро. Общо 48 милиона евро бяха събрани с цел финансиране на бъдещия растеж на компанията: нови продуктови области и разширяване на бизнеса. След обявяването Йорма Йокела все още е най-големият акционер в компанията.
Съчетавайки финансовите услуги и технологии, Ferratum разполага със седем продукта: Microloans, Plus Loans, Credit Limit, Ferratum Business, Ferratum P2P, Prime Loans, and Mobile Banking.
През 2016 г. Ferratum продължи да разширява своя кредитен бизнес, като отговаря на все по-голямото търсене на алтернативни и иновативни модели за кредитиране.

## Услуги

### Автоматизирано банкиране
Компанията се специализира в предлагането на автоматизирани банкови услуги с помощта на централизирана технологична инфраструктура и е експерт в продажбите. Собствената система за автоматично разглеждане на клиентските искания позволява бързото одобрение на кредитите, като същевременно се съблюдават най-съвременните изисквания за сигурност при обработката на информацията.

### Мобилно банкиране
Ferratum Mobile Bank, стартира в Германия, Швеция и Норвегия през 2016 г. Това е нова революционна платформа, която събира пълния финансов живот на клиентите в едно приложение. Потребителите имат достъп до своите текущи сметки, спестявания и дебитни карти в реално време по лесен, сигурен и мобилен начин, независимо от валутата.
С пускането на Mobile Bank Ferratum обяви, че е създала глобална платформа, свързваща клиентите и доставчиците на услуги. Отворената архитектура на приложението за мобилно банкиране позволява лесно интегриране на приспособления за услуги, публикувани от други компании. По този начин те получават достъп до голямата и нарастваща международна клиентска база на Ferratum, както и до безценните познания за клиентите.
Mobile Bank използва анализ на поведенческите данни, за да генерира интелигентни препоръки в реално време и целенасочени препоръки за подобряване на потребителския опит и добавяне на услуги с течение на времето според предпочитанията на потребителите. Работейки като мобилна банка или 100% онлайн банка, Ferratum няма клонове. Поддръжката се предоставя 24 часа в денонощието по телефона, чрез чат на живо или чрез електронна поща.
Процедура
Отварянето на акаунт отнема само няколко минути с процеса на кандидатстване онлайн и не се изисква никаква документация.
Всички потребители трябва да отворят сметка, използвайки своя паспорт или лична карта, в зависимост от държавата им. След това се извършва цялостната проверка чрез автоматично идентифициране на лицето чрез камерата или уеб камерата на потребителя.
С Ferratum Mobile Bank потребителите могат да плащат стоки и услуги навсякъде, където MasterCard се приема, а за по-малки покупки, потребителят може просто да плати само с едно докосване на картата. Потребителите получават уведомление по телефона си всеки път, когато се използва картата.
Потребителите могат да плащат чрез телефона си. Клиентите могат просто да въведат името на получателя, мобилния номер на получателя и сумата, която желаят да изпратят, и той ще получи СМС, който ще ги инструктира как да насочват парите към собствената си сметка.
Кредит
Благодарение на автоматизираната технология за кредитиране, Ferratum може да вземе ре-шение за заем само за няколко минути. Кредоискатеят се идентифицира въз основа на автоматизирано удостоверяване на самоличността на лицето, идентификационния номер на банката или достъпа до предишни записи в банковата сметка.
Решенията за оценка и отпускане на кредити се контролират централно. За оценка на нови клиенти се използва скоринг карта, а на база поведението на съществуващи вече клинети се взема решение за оценка. Системата за оценяване, която е базирана на FICO анализ и е раз-работена от Ferratum, се основава на публични бази данни, национални кредитни регистри, статистичекси бази данни и бази данни за публичните данъци, където има такива. Софтуерът също така използва вътрешна технология за анализ на данни, която предоставя информация, основана например на типове браузъри, поведение при сърфиране и членство в социални мрежи. Системата на „групата“ за стриктно оценяване и идентифициране на кредитите доведе до процент на одобрение за потребителски кредит от 14% към края на 2016 г.

## Конкуренция
Ferratum се конкурира с традиционните онлайн банки, както и с други fintech компании, главно в областта на потребителските и малките бизнес кредити. Същевременно, Ferratum търси партньори като fintech компании, тъй като разширява своя бизнес модел в мобилни банкови услуги, включително депозити.